# Бальц, Каролин
Кароли́н Бальц (нем. Caroline Balz; род. 1980) — швейцарская кёрлингистка.

## Достижения
- Чемпионат Европы по кёрлингу: золото (1996).
- Чемпионат Швейцарии по кёрлингу среди женщин: золото (1997).

## Команды
| Сезон   | Четвёртый  | Третий          | Второй               | Первый        | Запасной                               | Турниры                      |
| ------- | ---------- | --------------- | -------------------- | ------------- | -------------------------------------- | ---------------------------- |
| 1996    | Мирьям Отт | Марианн Флотрон | Франциска фон Кенель | Каролин Бальц | Аннина фон Планта тренер: Эрика Мюллер | ЧЕ 1996                      |
| 1996—97 | Мирьям Отт | Мануэла Корман  | Франциска фон Кенель | Каролин Бальц | Марианн Флотрон                        | ЧШЖ 1997 · ЧМ 1997 (8 место) |

(скипы выделены полужирным шрифтом)